# Александър Карасимеонов
Александър Пантелеев Карасимеонов е български сценарист.

## Биография
Роден е в град София на 12 септември 1930 г. Завършва през 1955 г. Софийският университет със специалност българска филология. През 1966 г. преминава в Москва висши сценарни курсове. Умира в родния си град на 6 март 1991 г.

## Филмография
- Толкова очаквани приятелства (тв, 1984)
- Началото на деня (1975)
- Обич (1972)
- С особено мнение (1970)